# Pravý rytíř
Pravý rytíř je český televizní pohádkový film režiséra Martina Dolenského z roku 2016. Premiérově byl vysílán 24. prosince 2016 na stanici ČT1 jako štědrovečerní pohádka České televize. Průměrná sledovanost činila 2,7 milionu diváků.
Snímek byl natáčen na hradě Roštejně, v Jindřichově Hradci, na Landštejně, v Dolském mlýně u Hřenska, na Horní tvrzi v Kestřanech, v brdských lesích a ve skalách u Tisé na Ústecku.

## Obsazení
| Lukáš Vaculík                        | rytíř Theodor     |
| Jan Komínek                          | Vincent           |
| Martin Kraus                         | rytíř Damián      |
| Michal Novotný                       | rytíř Bernard     |
| Jaromír Hanzlík                      | čaroděj           |
| Jiří Korn                            | král              |
| Lucie Černá (mluvila Marika Šoposká) | princezna Isabela |
| Marek Němec                          | trpaslík Pařízek  |
| Táňa Pauhofová                       | královna víl      |